# Rosman
Rosman és una població dels Estats Units a l'estat de Carolina del Nord. Segons el cens del 2000 tenia 490 habitants.

## Demografia
Segons el cens del 2000, Rosman tenia 490 habitants, 210 habitatges i 149 famílies. La densitat de població era de 440 habitants per km².
Dels 210 habitatges en un 33,3% hi vivien nens de menys de 18 anys, en un 46,2% hi vivien parelles casades, en un 20,5% dones solteres, i en un 28,6% no eren unitats familiars. En el 24,8% dels habitatges hi vivien persones soles l'11% de les quals corresponia a persones de 65 anys o més que vivien soles. El nombre mitjà de persones vivint en cada habitatge era de 2,33 i el nombre mitjà de persones que vivien en cada família era de 2,77.
Per edats la població es repartia de la següent manera: un 26,1% tenia menys de 18 anys, un 7,6% entre 18 i 24, un 28,6% entre 25 i 44, un 20,8% de 45 a 60 i un 16,9% 65 anys o més.
L'edat mediana era de 37 anys. Per cada 100 dones de 18 o més anys hi havia 89,5 homes.
La renda mediana per habitatge era de 20.179 $ i la renda mediana per família de 24.219 $. Els homes tenien una renda mediana de 21.500 $ mentre que les dones 21.042 $. La renda per capita de la població era de 9.626 $. Entorn del 23,1% de les famílies i el 25,9% de la població estaven per davall del llindar de pobresa.

## Poblacions més properes
El següent diagrama mostra les poblacions més properes.